# Långö-Trässö
Långö-Trässö är en ö i Loftahammars socken, Västerviks kommun, väster om Väderskär. Ön som har en yta på 1,46 kvadratkilometer består av de båda öarna Långö (0,96 kvadratkilometer) och Trässö (0,54 kvadratkilometer) som sedan 1970-talet är sammanväxta till en ö.
I äldre tid var Långö utö till Hornsbergs slott, medan Trässö var utö till Torrö i Gryts socken, Östergötland. Långö fick fast bebyggelse på 1860-talet, gården där är den enda kvarvarande med fast befolkning. En familj bodde i början av 1900-talet även på Långösudde på öns västsida mot Värmansö. Gården på Trässö var bebodd fram till 1929 då husen revs och flyttades till Loftahammars samhälle.
Långö är idag privatägd medan Trässö är naturreservat och ägs av Naturvårdsverket.